# Myzostoma vastum
Myzostoma vastum is een ringworm uit de familie Myzostomatidae.
Myzostoma vastum werd in 1883 voor het eerst wetenschappelijk beschreven door Graff.